# UnrealIRCd
| 原作者     | Carsten V. Munk (stskeeps)                    |
| 开发者     | Bram Matthys (Syzop) and others               |
| 初次发布于 | May 1999; 22 years ago                        |
| 稳定版本   | 5.2.2 / 2021年10月3日                         |
| 语言       | C                                             |
| 运行平台   | Linux, BSD, Mac OS X, Solaris, HP-UX, Windows |
| 类型       | IRCd                                          |
| 协议       | GPLv2                                         |
| 官网       | www.unrealircd.org                            |

UnrealIRCd是一个开源IRC守护进程，最初基于 DreamForge，可用于类 Unix 操作系统和Windows 。自1999 年 5 月 UnrealIRCd 开始开发以来添加和修改了许多新功能，包括高级安全功能和错误修复，现在是流行的服务进程。

## 开发历程
UnrealIRCd 最初基于DALnet的DreamForge IRCd ，“一个被弃用的作为Bahamut 服务器前身的服务器。” 
2007 年 7 月 13 日，UnrealIRCd 项目的创始人 宣布未来的 v4.0 版本 将是 InspIRCd 的一个分支。后来这个想法就打消了。 
随着 2012 年 12 月 3.2.10 版本的发布，UnrealIRCd 的现任项目负责人 Bram Matthys (Syzop) 宣布将开始开发 3.4 版本。 3.2 版本系列将一直保持直到新的稳定版本推出之前，这预计会在 2014 年完成。  2015 年 10 月，因进行了许多更改，新系列被命名为 UnrealIRCd 4，并作为第一个候选版本可供下载。  UnrealIRCd 4.0.0 稳定版于 2015 年 12 月 24 日发布。 之后的稳定系列版本于 2019 年 12 月 13 日首次发布。 

## 功能要点
UnrealIRCd 的某些功能被称为是“非标准的”，  ，因为它们没有被列在与 IRC 相关的 RFCs 1459 和 2811-2813， 但“从安全的角度来看”是有益的。 该软件“可能在所有 IRC 服务器中拥有最多的安全功能”，包括“垃圾邮件过滤器、多种用户封禁、各种能够防止滥用的频道模式、SSL（安全套接字层）连接支持和压缩化服务器连接。” 例如，"shun" 命令可以阻断所有某个用户的所有消息，"spamfilter" 使用正则表达式，来自动地阻断，忽略或断开用户，"dccdeny" 可以阻断文件的递送。 UnrealIRCd 具有密码认证的功能，来使得某些命令仅供操作员使用。  其 Windows 版本具有启动时的错误报告。  Unreal 支持链接到外部的 IRC 服务，并允许服务更改频道模式。 管理员可以使用服务侧过滤文件或域名的传输。 
Unreal 3.2 的“新型”配置文件格式被描述为比传统的 IRCd 服务器“更冗长”，这使得配置更为容易；它将相关选项分为的单独的“块”，并为每个选项提供解释性注释。 

## 评价
据 SearchIRC.com 称，UnrealIRCd 是“最流行和功能最齐全的 IRC 守护程序之一”  并且在最多的 IRC 服务器上使用。 该服务器被描述为“可能是所有 IRC 服务器中最安全的功能”。 

## 安全问题
从 2009 年 11 月到 2010 年 6 月 12 日，版本 3.2.8.1 的 tarball 出现了一个允许人们以守护进程用户的权限执行命令而不受任何用户限制的木马。问题现已修复 - 现在的 tarball 下载不再含有木马。   
2010 年 1 月报告了针对 IRC 网络的基于 JavaScript 的跨协议攻击“Firefox XPS”；  UnrealIRCd 的开发人员后来发布了一个补丁以将其反欺骗配置参数设置为“on”（之前的默认值为“off”）并设置了“类似 kill/zline/etc 这样的连接”。  这是配置文件中的产生第一个问题。 